# Alejandro Hisis
Alejandro Hisis (nom complet : Alejandro Manuel Hisis Araya), né le 16 février 1962 à Valparaíso, est un footballeur chilien qui jouait au poste de défenseur latéral.

## Clubs
- Comunicaciones de Argentina (1978-79)
- Colo-Colo (1980-85)
- OFI Crète (1986-89)
- CF Monterrey (1990-91)
- Colo-Colo (1992)
- Tigres UANL (1993-94)
- CF Pachuca (1995)
- Club Deportivo Palestino (1996)
- Santiago Morning (1997)

## Équipe nationale
- 41 sélections et 2 buts en équipe du Chili entre 1981 et 1989
- participation aux Jeux olympiques de Los Angeles en 1984

## Palmarès
- Copa Interamericana (1992)
- Championnat Nacional (1983)
- Tournoi d'ouverture (1981, 1982, 1983)
- Coupe de Grèce (1987)